# Samtrafiken i Sverige AB
Samtrafiken i Sverige AB grundades 1993 och ägs av alla regionala kollektivtrafikmyndigheter samt merparten av de kommersiella trafikoperatörerna. Samtrafikens kunder är företag och myndigheter som erbjuder tjänster för kollektivtrafik och kombinerat resande i Sverige och Norden.
Samtrafikens mål är att göra Sveriges kollektivtrafik kombinerbar, försäljningsbar och distribuerbar. Samtrafiken utvecklar samarbeten och erbjuder tjänster inom informations- och biljettlösningar för kollektivtrafikbranschen i syfte att skapa ett gemensamt mervärde för våra ägare, vilket gynnar både trafikaktörer och resenärer.
I kärnverksamheten ingår dels att koordinera hela landets trafikinformation, exempelvis avgångstider och hållplatser, dels att kombinera olika aktörers trafikdata och biljettformat. Detta ger partnerföretag, ägare och andra organisationer möjlighet att sälja både egna och andras resor. På så vis kan resenärernas kombinerade resebehov från start till mål paketeras i ett och samma köp. 
På uppdrag av Transportstyrelsen samlar Samtrafiken in och sammanställer trafikdata (ex avgångstider och hållplatser) från Sveriges trafikföretag. Datat samlas i Riksdatabasen som är grunden för flera av Samtrafikens tjänster. 
Med hjälp av standarder skapas lösningar för kombinerat resande. Samtrafiken och partners samarbetar för att etablera en branschpraxis inom biljettstandarder. Samtrafiken förvaltar idag branschstandarden BoB (biljettdistribution och biljettvisering) vilket möjliggör samarbeten över läns- och systemgränser.

## Resplus
Samtrafiken har kombinerat resor i Sverige sedan 1993 med biljettsamarbetet Resplus (fram till 2004 kallat Tågplus) som möjliggör för resenären att boka och resa med flera operatörer i ett och samma köp. I en sådan biljett ingår åtagandet att man blir transporterad till resans slutdestination, även om en försening hos en operatör gör att man missar en avgång hos nästa operatör. I sådant fall åtar sig operatörer att man får åka med en senare avgång. Om man istället köper biljetter separat från varje operatör kan man vid missad anslutning behöva bekosta en ny biljett själv eftersom biljetter, särskilt på fjärrtåg, vanligen gäller en specifik avgång, och har man missat den gäller inte biljetten längre, även om det berodde på föregående operatörs försening.

## Förköpt enkel
Under 2007 infördes Förköpt enkel som till skillnad från Resplus är en enkelbiljett med en och samma trafikoperatör. Även en kombinerad resa med samma trafikoperatör på samtliga delsträckor klassas som en Förköpt enkel. I samband med att Förköpt enkel infördes möjliggjordes för trafikoperatörer att sälja enkelbiljetter med en annan trafikoperatör. Därför går det exempelvis att från Snälltåget köpa en biljett med ett SJ-tåg eller en biljett med ett Mälartåg från Öresundstågs hemsida. I dessa fall agerar försäljaren enbart just försäljare och det är trafikoperatörens ansvar att genomföra resan.

## Trafiklab
På uppdrag av branschen tillgängliggör Samtrafiken sedan 2011 all öppen kollektivtrafikdata via portalen Trafiklab (trafiklab.se).
Genom API:er (standardiserade programmeringsgränssnitt för specifika applikationer) kan fristående utvecklare kostnadsfritt ta del av all den information som kollektivtrafiken genererar dagligen för att utveckla innovativa resetjänster. 

## Tjänster

### Samtrafiken Distribution
Samtrafiken Distribution låter de olika trafikoperatörerna lägga in sitt utbud i samtrafikens system med OSDM eller BoB API så att det kan säljas vidare av återförsäljare.

### Samtrafiken Access
Med Samtrafiken Access får återförsäljare tillgång till det utbud av enkelbiljetter som trafikföretagen lägger in med Samtrafiken Distribution antingen via ett API baserat på OSDM eller datorprogrammet Samtrafiken Traid. Samtrafiken Access är det som bland annat SJ AB använder när de säljer Resplus-biljetter.